# Miroslav Pavlović
Miroslav Pavlović, em sérvio Мирослав Павловић (Požega, 23 de outubro de 1942 - 19 de janeiro de 2004), foi um futebolista profissional sérvio, que atuava como meia.

## Carreira
Miroslav Pavlović fez parte do elenco da Seleção Iugoslava de Futebol da Copa do Mundo de 1974. 

## Títulos
- Eurocopa de 1968 - 2º Lugar